# Batallas
Batallas – miasto w Boliwii, w departamencie La Paz, w prowincji Bautista Saavedra.